# La voz dormida (pel·lícula)
La voz dormida és una pel·lícula dirigida per l'espanyol Benito Zambrano i basada en la novel·la homònima de Dulce Chacón. Es va rodar el 2011, principalment a l'antiga presó de Huelva.

## Argument
De la mateixa manera que la novel·la de Dulce Chacón, en la qual es basa, tracta la repressió franquista durant la postguerra espanyola a través de la vida de Pepita (María León), una andalusa que s'instal·la en Madrid on està empresonada la seva germana, Hortensia (Inma Cuesta), que està embarassada i donarà a llum en la presó. Pepita s'enamora d'un guerriller (Paulino -Marc Clotet-) i tractarà per tots els mitjans si es fes càrrec de la filla de la seva germana condemnada a mort.

## Repartiment

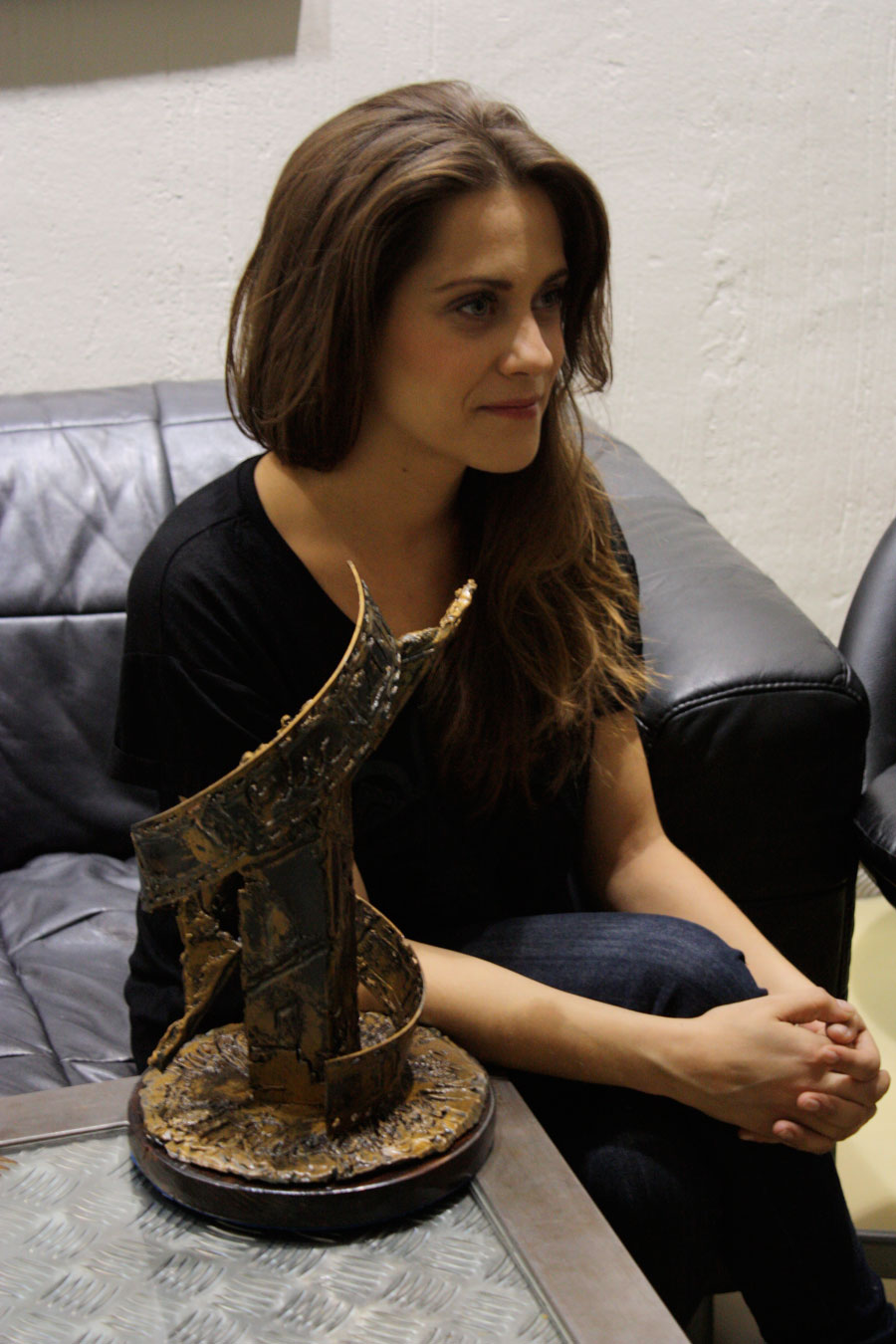
María León amb el premi a la millor interpretació del Festival del Cinema i la Paraula (CiBRA) pel seu paper a La voz dormida.

- Inma Cuesta com Hortensia "Tensi" Rodríguez García.
- María León com Josefa "Pepita" Rodríguez García.
- Marc Clotet com Paulino González - Chaqueta negra.
- Daniel Holguín com Felipe Vargas Caballero - el Cordobés.
- Miryam Gallego com doña Amparo.
- Meri Rodríguez com a Jessica.
- Susi Sánchez com Sor Serafines.
- Javier Godino com el secretari del bisbe.
- Ana Wagener com a Mercedes.
- Antonio Dechent com Jutge instructor.
- María Garralón com doña Julia.
- Berta Ojea com Florencia "La Zapatones".
- Emilio Linder com el Comissari de Governació.
- Ángela Cremonte com Elvira.
- Begoña Maestre com Amalia.
- Javier Mora com Alberto.
- Juan Amén com Genaro.
- Amaia Lizarralde com La Topete.
- Julio Vélez com Policia secreta.
- Lluís Marco com Don Gonzalo.
- Fermí Reixach com capellán de la cárcel.
- Jesús Noguero com don Fernando.
- Joaquín Perles com Teniente Sierra.
- Lola Casamayor com Reme.
- Charo Zapardiel com Tomasa.
- Manuel García Merino com Cura.
- Arantxa Aranguren com Conchita
- Amparo Vega León com a Sole.
- Marta Bódalo com Sor Andrea.
- Teresa Calo com doña Celia.
- Eduardo Marchi com don Javier.

## Festivals
- Va participar al setembre de 2011 en la secció oficial del Festival de Sant Sebastià.
- Va ser seleccionada per a participar en la secció Cinema Europa de la 55a edició del Festival de Cinema de Londres celebrat a l'octubre de 2011.[3]

## Palmarès cinematogràfic
Festival Internacional de Cinema de Sant Sebastià
| Any  | Categoria                             | Persona    | Resultat   |
| ---- | ------------------------------------- | ---------- | ---------- |
| 2011 | Conquilla de Plata a la millor actriu | María León | Guanyadora |

XXVI Premis Goya
| Categoria                    | Persona                                | Resultat   |
| ---------------------------- | -------------------------------------- | ---------- |
| Millor pel·lícula            | Millor pel·lícula                      | Candidata  |
| Millor director              | Benito Zambrano                        | Candidat   |
| Millor actriu protagonista   | Inma Cuesta                            | Candidata  |
| Millor actriu de repartiment | Ana Wagener                            | Guanyadora |
| Millor actriu revelació      | María León                             | Guanyadora |
| Millor actor revelació       | Marc Clotet                            | Candidat   |
| Millor guió adaptat          | Benito Zambrano Ignacio del Moral      | Candidats  |
| Millor cançó original        | Nana de la hierbabuena Carmen Agredano | Guanyadora |
| Millor disseny de vestuari   | María José Iglesias García             | Candidata  |

XXI Premis de la Unión de Actores
| Categoria                            | Persona         | Resultat   |
| ------------------------------------ | --------------- | ---------- |
| Millor actriu protagonista de cinema | Inma Cuesta     | Candidata  |
| Millor actriu protagonista de cinema | María León      | Guanyadora |
| Millor actriu secundària de cinema   | Ana Wagener     | Guanyadora |
| Millor actriu secundària de cinema   | Charo Zapardiel | Candidata  |

XXIII edició dels Premis Yoga
| Categoria         | Resultat  |
| ----------------- | --------- |
| Pitjor pel·lícula | Guanyador |

- Al setembre de 2011 va ser preseleccionada per l'Acadèmia de Cinema d'Espanya al costat de La piel que habito i Pa negre per a competir per l'Oscar a millor pel·lícula de parla no anglesa per Espanya.[8] Finalment va ser seleccionada Pa negre.